# سیکار (داغستان)
سیکار (به لاتین: Sikar) یک منطقهٔ مسکونی در روسیه است که در داغستان واقع شده‌است.